# Federación Ecuatoriana de Tenis
La Federación Ecuatoriana de Tenis es el máximo organismo del tenis de Ecuador. Fue fundada en el año de 1967 bajo el nombre de Asociación Ecuatoriana de Tenis debido al desligamiento del principal ente rector del deporte ecuatoriano de la época, la Federación Nacional Deportiva del Ecuador.
Años después de su fundación pasó a denominarse Federación Ecuatoriana de Tenis.
En 1961 empezó la participación del equipo de Ecuador en la Copa Davis.

## Historia
El tenis nació con la fundación del Club Sport Guayaquil en 1899. En agosto de ese mismo año llegó al país el primer pedido de implementos de tenis. La primera cancha de tenis conocida de Guayaquil estuvo ubicada en la Atarazana por los años 1905. Ya en 1906 el Lawn Tenis Club eligió su directorio cuyo primer presidente fue Mercedes Patricia Wright. Un dato interesante es que el diario El Telégrafo en octubre de 1919 mencionaba que la Colonia Alemana fue la que introdujo el tenis en Guayaquil.
La Federación Ecuatoriana de Tenis (FET) como una institución deportiva fundada el 28 de noviembre de 1967. Nuestra institución está enfocada en la masificación, fomento y la promoción del tenis en el Ecuador. Somos una organización reconocida y avalada por la Federación Internacional de Tenis (ITF, por sus siglas en inglés) y la Confederación Sudamericana de Tenis (COSAT).

## Presidentes
| Periodo     | Nombre                       |
| ----------- | ---------------------------- |
| 1961 - 1967 | Blas Uscocovich              |
| 1967 - 1969 | Joaquín Orrantia González    |
| 1969 - 1971 | Danilo Carrera Drouet        |
| 1972 - 1976 | Leonardo Proaño Alarcón      |
| 1976 - 1980 | Roberto Jones Manrique       |
| 1980 - 1984 | Ramiro Cornejo Jarrín        |
| 1984 - 1989 | Nicolás Macchiavello Almeida |
| 1989 - 1993 | Mario Canessa Onetto         |
| 1993 - 1997 | Danilo Carrera Drouet        |
| 1997 - 2002 | Jaime Guzmán Maspons         |
| 2002 - 2010 | Manuel Carrera Del Río       |
| 2010 - 2012 | Carlos Muñoz Insúa           |
| 2012 - 2013 | Víctor Hugo Moncayo          |
| 2013 - 2016 | Nicolás Lapentti Gómez       |
| 2016        | Alberto March Game           |
| 2016 - 2017 | Alfredo Gallegos             |
| 2017 -      | Danilo Carrera Drouet        |

## Instalaciones
En la calle Ginatta, Lomas de Urdesa en Guayaquil, se encuentra el Centro Nacional de Tenis que esta asentada la sede de Tenis Ecuador. En ella, se encuentran las canchas de tenis y cruzando la calle, esta la sede de la Federación Ecuatoriana de Tenis. 
Este complejo que lleva el nombre de Danilo Carrera Drouet, dirigente que impulsó el desarrollo del tenis en Ecuador; funciona la Academia de Tenis al alcance del público en general denominado Escuela Miguel Olvera Mora, que cuenta con 8 pistas de tenis, 6 de tierra batida y 2 de asfalto con iluminación artificial.